# ピート・モンドリアン
ピート・モンドリアン（ピエト・モンドリアン、Piet Mondrian [pit ˈmɔndrijɑn]、本名ピーテル・コルネーリス・モンドリアーン、Pieter Cornelis Mondriaan  [ˈpitər kɔrˈneːlɪs ˈmɔndrijaːn]、1872年3月7日 - 1944年2月1日）は、19世紀末から20世紀のオランダ出身の画家。ワシリー・カンディンスキー、カジミール・マレーヴィチらと並び、本格的な抽象絵画を描いた最初期の画家とされる。
初期には風景、樹木などを描いていたが、やがて完全な抽象へ移行する。有名な『リンゴの樹』の連作を見ると、樹木の形態が単純化され、完全な抽象へと向かう過程が読み取れる。作風は、表現主義の流れをくむカンディンスキーの「熱い抽象」とはまったく対照的で、「冷たい抽象」と呼ばれる。水平と垂直の直線のみによって分割された画面に、赤・青・黄の三原色のみを用いるというストイックな原則を貫いた一連の作品群がもっともよく知られる。

## 人物・来歴
モンドリアンは1872年、オランダのアメルスフォールトに生まれた。幼少の頃に叔父に連れられて郊外にスケッチに出るなどして絵画への興味を抱く。1892年から3年間、アムステルダム国立美術アカデミーにおいて伝統的な美術教育を受けた。この頃から線描よりも色彩を重視する傾向が作風に現れている。アカデミー卒業後は次第にリアリズムを離れるようになり、印象派やポスト印象派、特にゴッホやスーラの影響を受けた画風に転ずる。この頃のモンドリアンは「色と線がそれ自体でもっと自由に語ることができるように」することを試みていた。1906年に姓を"モンドリアーン"から"モンドリアン"と改める。

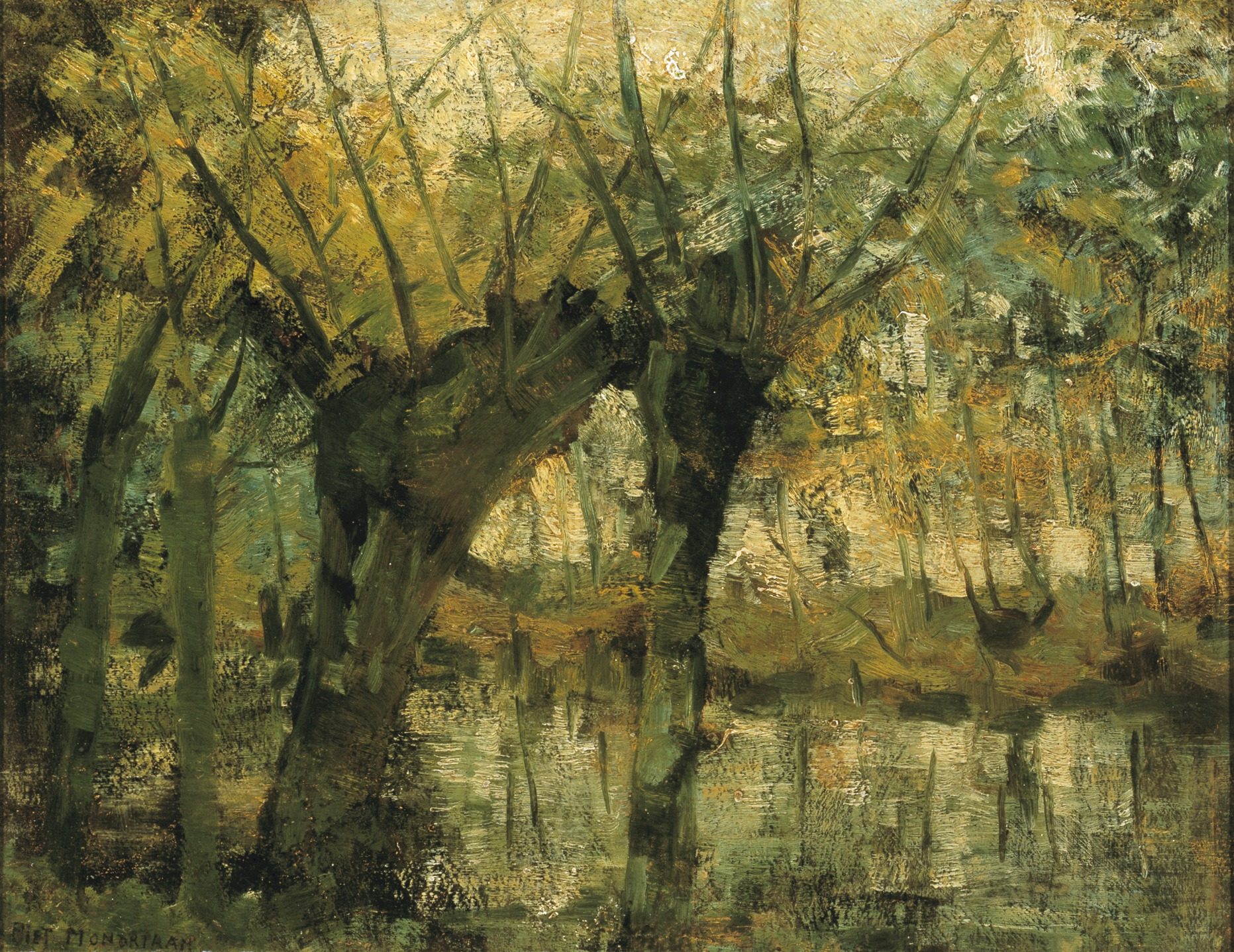
Willow Grove: Impression of Light and Shadow、1905年、油彩・キャンバス、35 × 45 cm、ダラス美術館

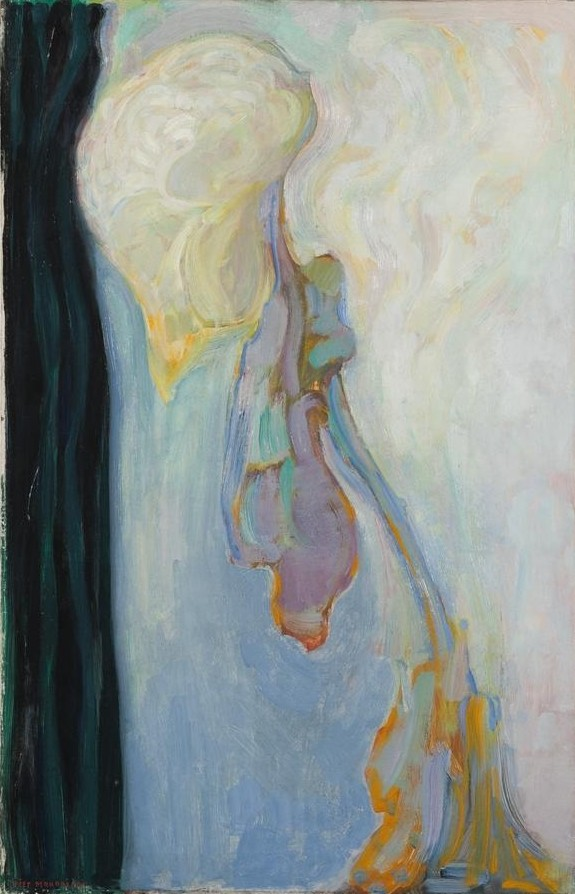
Metamorfose、1910年、油彩・キャンバス、50 × 33.5 cm、ハーグ市立美術館

モンドリアンの初期の絵画で抽象度の高まりは、1905年から1908年にかけて制作された一連のキャンバス作品にみられ、ぼんやりとした木々や静かな水面に映る家々の薄暗い情景が描かれている。見る者は描かれた内容より形態に注目することになるが、これらの絵画はまだしっかりと自然に根ざしており、モンドリアンの後の業績を知ればこそ、この作品に後の抽象化のルーツを見ることができる。
彼の芸術は、彼の霊的・精神的、哲学的研究と密接に関係していた。1908年に、彼は19世紀後半にヘレナ・ペトロヴナ・ブラヴァツキーが始めた神智学運動に興味を持ち、1909年に神智学協会オランダ支部に入会した。ブラヴァツキーの作品と、それと並行する霊的・精神的運動であるルドルフ・シュタイナーの人智学は、彼の美学のさらなる発展に大きな影響を与えた。
ブラヴァツキーは、自然に関する経験的な知識よりも深い知識を得ることは可能だと信じており、モンドリアンのこの後の人生の作品の多くは、その霊的・精神的な知識の探求に触発されたものであった。1918年、彼はブラヴァツキーの著書に言及し、「私は（ブラヴァツキーの）『シークレット・ドクトリン（秘密の教義）』からすべてを得た」と書いている。1921年のシュタイナーに宛てた手紙の中で、彼の新造形主義は「すべての真の人智学徒と神智学徒にとって、遠くない未来の芸術」であると主張した。彼はその後も熱心な神智学徒であり続けたが、自身の芸術的潮流である新造形主義は、最終的により大きな、エキュメニカルな霊性・精神性の一部になると信じていた。

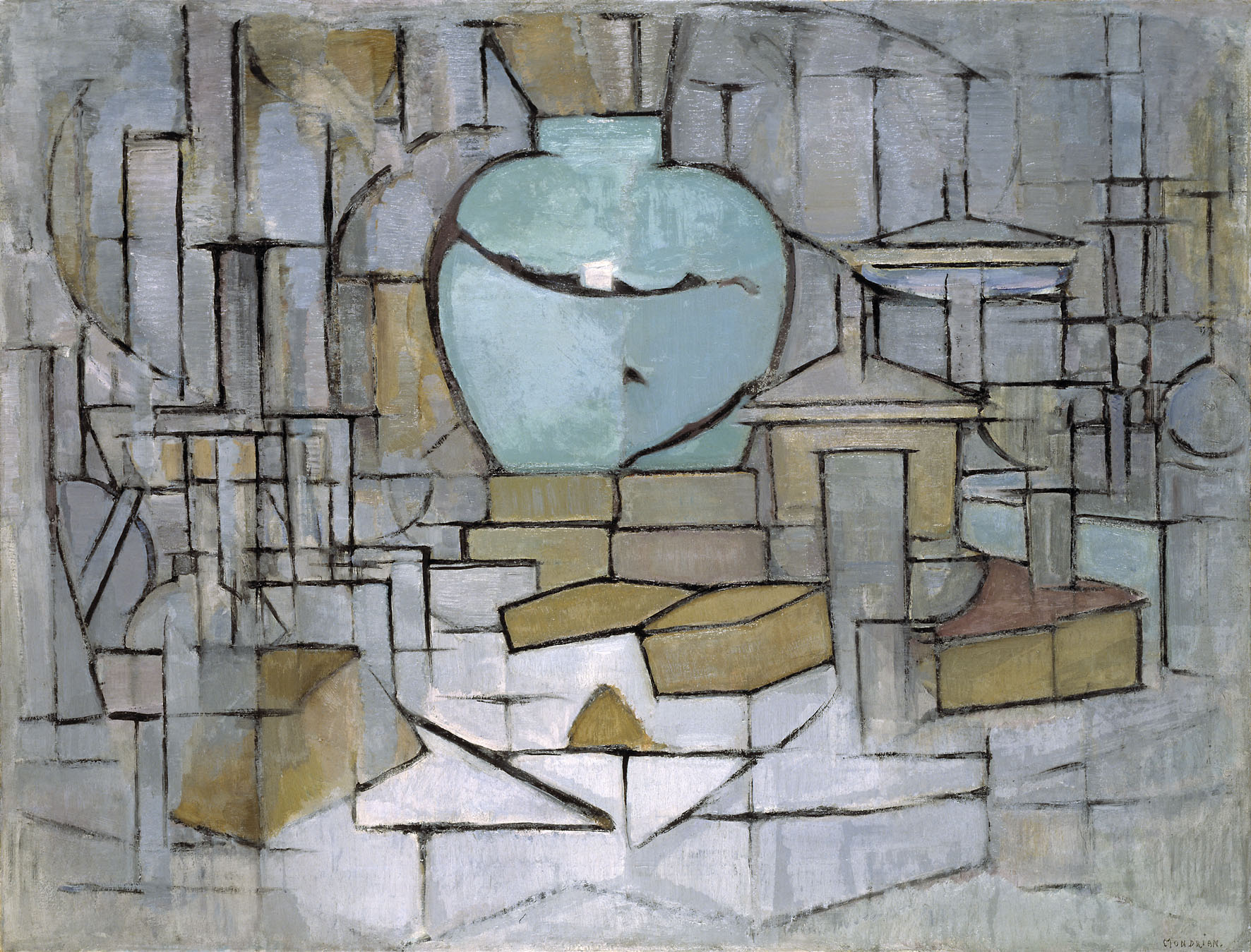
「炊飯器と静物Ⅱ」、1912年、油彩・キャンバス、91.5 x 120 cm、ソロモン・R・グッゲンハイム美術館

1911年、アムステルダムにおける美術展でキュビスムの作品に接して深い感銘を受け、パリへ行く決心をする。1912年から1914年までパリに滞在し、ピカソやブラックが提唱するキュビスムの理論に従って事物の平面的・幾何学的な形態への還元に取り組む。その過程でモンドリアンは抽象への志向を強め、彼の考える「キュビスムの先」を目指すことになる。キュビスムの探求がもたらしたこの転機について、モンドリアンは「キュビスムは自らの発見がもたらす論理的帰結を受け止めていないことが、徐々にわかってきた。つまりキュビスムが展開する抽象化は、その究極の目標である、純粋なリアリティの表現へと向かっていないと思うようになった」と述べている。彼はそのリアリティの表現が“純粋造形”によってのみ確立され得ると感じ、より一層の表現の探求に向かうことになる。

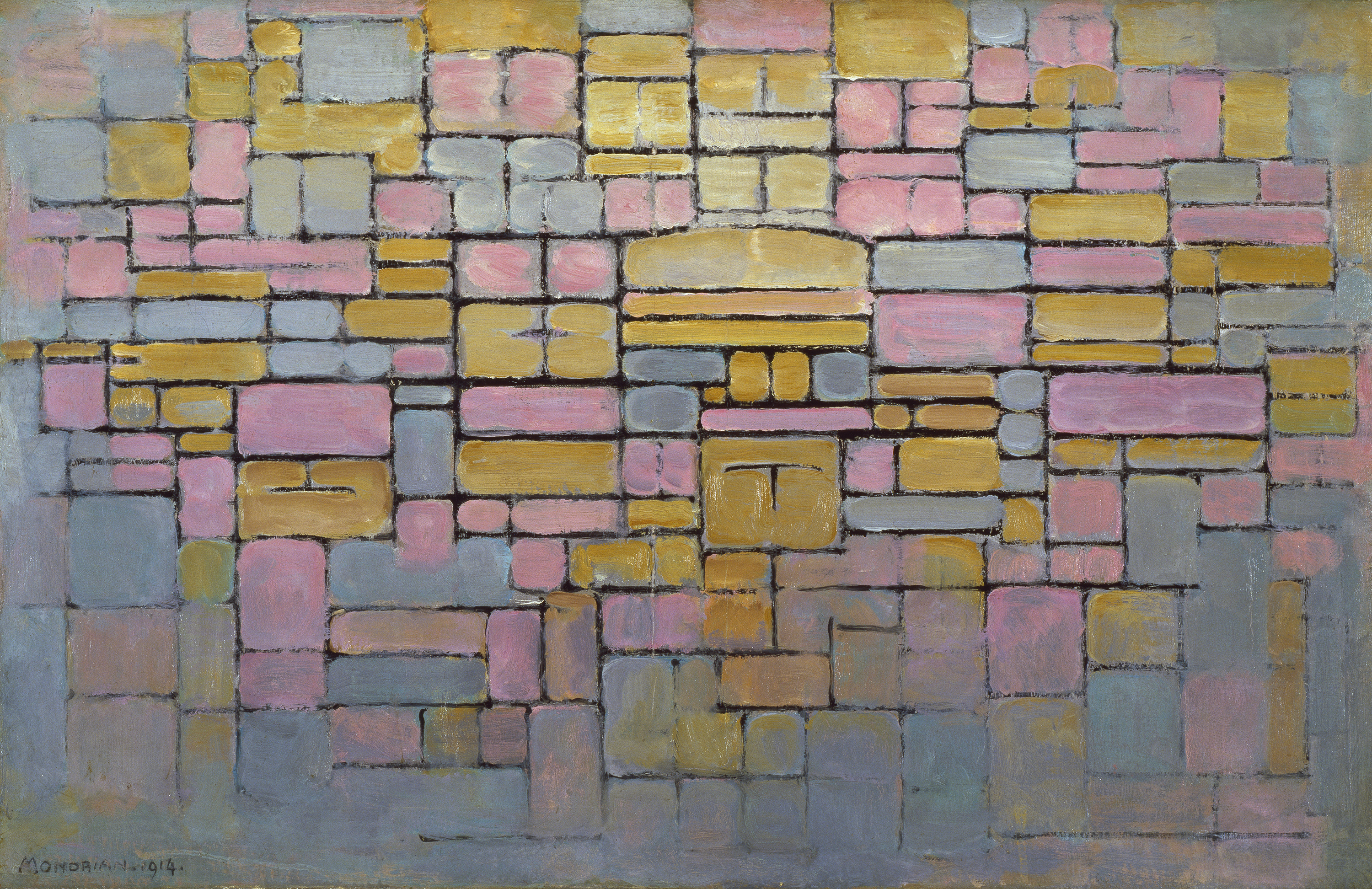
Tableau no. 2、1914年、油彩・キャンバス、54.8 x 85.3 cm、ニューヨーク近代美術館

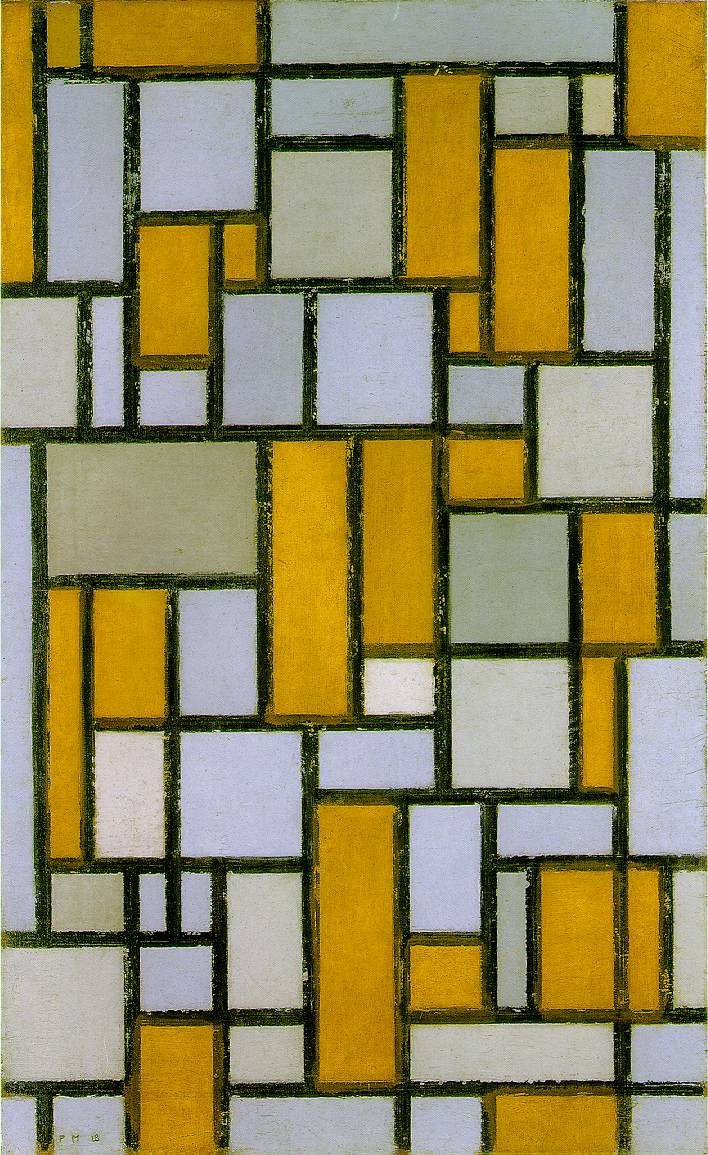
Composition with grid 1、1918年、油彩・キャンバス、80.2 x 49.9 cm、ヒューストン美術館

1914年、父親の病気の知らせを受けてオランダに戻ったモンドリアンは、折りしも始まった第一次大戦のためにパリに戻れなくなり、オランダに残ることを余儀なくされる。しかし戦争のさなかに多くの芸術家と知り合い、特にテオ・ファン・ドースブルフと出会ったことはモンドリアンにとっても大きな転機となった。1917年にはドースブルフと共に芸術雑誌『デ・ステイル (De Stijl)』を創刊。ここで彼らの唱えた芸術理論が「新造形主義」と呼ばれるものである。モンドリアンは1925年に『デ・ステイル』を去るまで（もっとも住居は1919年にはパリに移していた）、エッセイを寄稿するなどメンバーの一員として活動した。彼は宇宙の調和を表現するためには完全に抽象的な芸術が必要であると主張し、その創作は一貫して抽象表現の可能性の探求に向けられるようになる。極限まで幾何学化・単純化された海と埠頭や樹木の絵から、一切の事物の形態から離れた抽象絵画への移行が起こり、短く黒い多数の上下左右の線のみによる絵、三色からなる四角形の色面を様々な間隔で配置した絵など、様々な作品を試みた。この試行錯誤の時期から、作品には「コンポジション」の題が付けられるようになる。

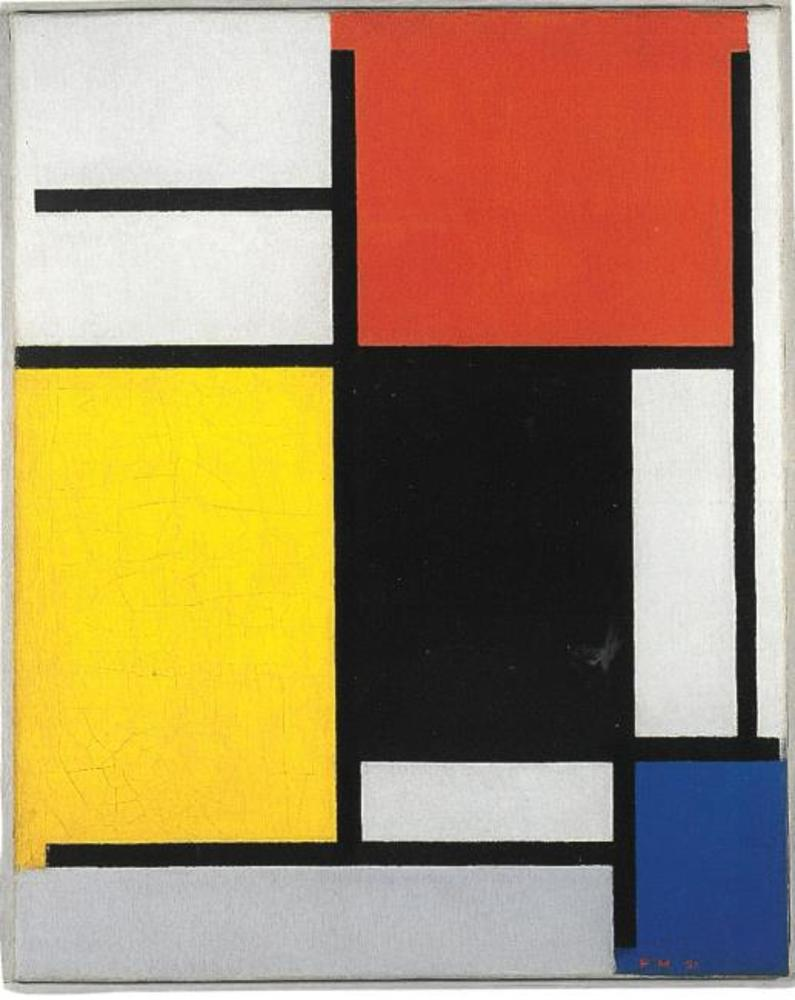
Compositie met rood, geel, zwart, blauw en grijs、1921年、油彩・キャンバス、48 x 38 cm、ハーグ市立美術館

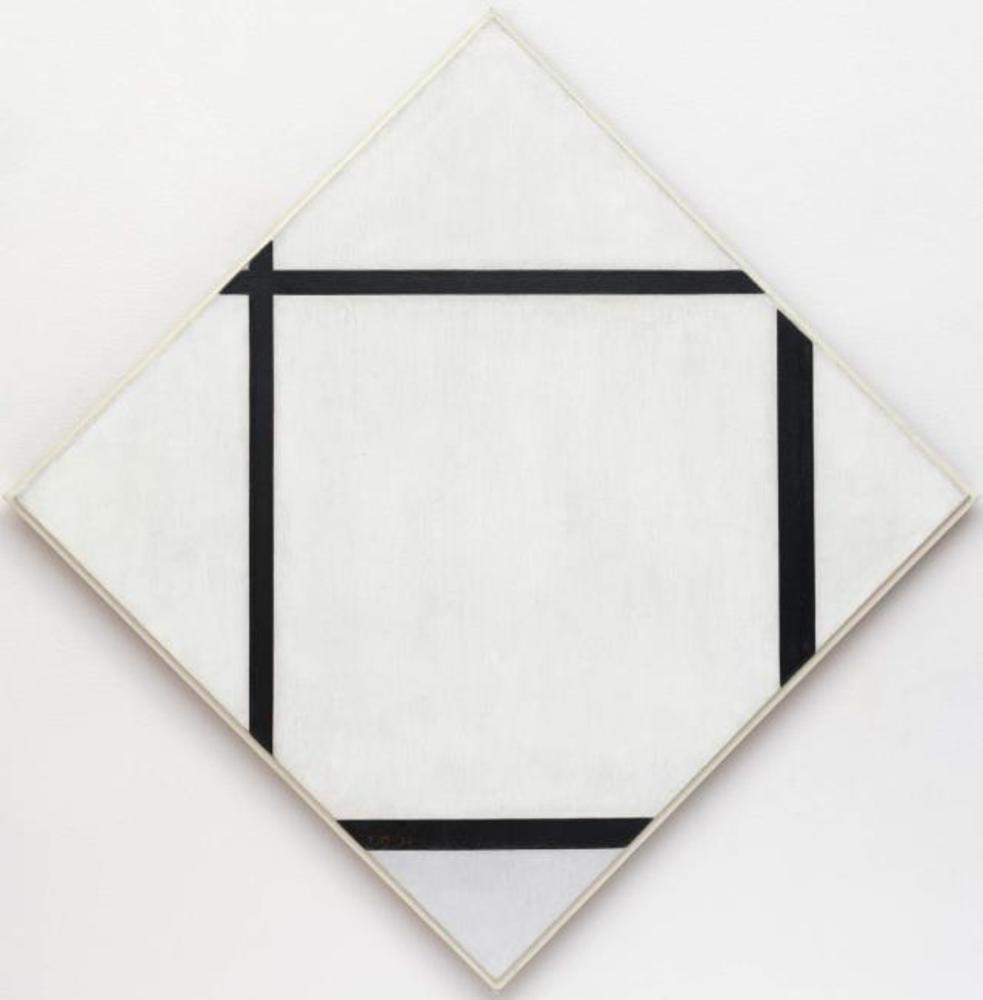
Tableau I、1926年、油彩・キャンバス、113.7 x 111.8 cm、
ニューヨーク近代美術館

抽象表現の実験が続く中で、次第にモンドリアンの絵は黒い上下左右の直線と、その線に囲まれた様々な大きさの四角形の色面から構成されるようになる。色面の色の種類も青・赤・黄の三色に限定されるようになり（黒の色面があることもある）、作品によって三色全てかあるいは一色か二色のみが使われるようになる。こうして1921年、モンドリアンの代表作である、水平・垂直の直線と三原色から成る「コンポジション」の作風が確立された。モンドリアンは純粋なリアリティと調和を絵画において実現するためには、絵画は平面でなくてはならない（つまり従来の絵画のような空間や奥行きの効果は除かれねばならない）と考え、また自らの絵画こそ純粋なリアリティと調和を実現しうると考えていた。そのような作品を創るために、彼は作品ごとに構図を決めるにあたって苦心と試行錯誤を重ね、色むらやはみ出した部分の一切ない厳密な線や色面を描きあげるために細心の注意と努力を払っていた。そうした抽象画のモンドリアンを理解する人も多かったが、苦しい生活を支えるために淡い色調で描かれた植物（特に花）の絵を描いては売っていたという。またモンドリアンはキャンバスを45度傾けた（角を上下左右にもってきた）作品を創ったり、額縁を用いなかったりなど、描画以外の面でも様々な工夫を凝らした。
1930年代、モンドリアンは抽象画家のグループ「抽象・創造（アプストラクシオン＝クレアシオン）」に参加するなどしながら、パリで一貫して自らの到達した「コンポジション」の作品を描き続けた。1937年にはエッセイ『造形芸術と純粋造形芸術』を刊行している。1938年にはロンドンに移るが、これは迫る戦争を避けてのものであった。ロンドンでの作品には、作風の点ではさほどの変化はないものの、『コンコルド広場』などのように作品の題名に地名などが現れるようになる。1940年には激しくなりつつある戦火を避けてニューヨークに移住した。亡命してきたモンドリアンは一部で注目され、『フォーチュン』誌は亡命芸術家12人を特集した記事においてモンドリアンも取り上げ、タイポグラフィーやレイアウト、建築、工業デザインなど様々な商業美術に与えた影響の大きさを強調した。アメリカに移ってからのモンドリアンは上下左右の直線に黒以外の色も用いるようになり（それ以前にも直線のみの作品では黒以外の色を用いたこともあったが、色面と共に黒以外の直線を用いたのはニューヨーク時代以降である）、それをきっかけにしてモンドリアンの絵はより華やかに展開していくことになる。ニューヨーク時代の代表作『ブロードウェイ・ブギウギ』は、アメリカで初めて聴いたブギウギに触発されて描かれたものであり、上下左右の直線と三原色の原則に従いつつも、上下左右の直線は黄色になり、その直線の部分部分に赤・青・白の色面が数多く描かれるなど華やかな画面構成となり、完全な抽象絵画でありながら、画面からはニューヨークの街の喧騒やネオンの輝きさえ感じ取れるようだとする評者もいる。

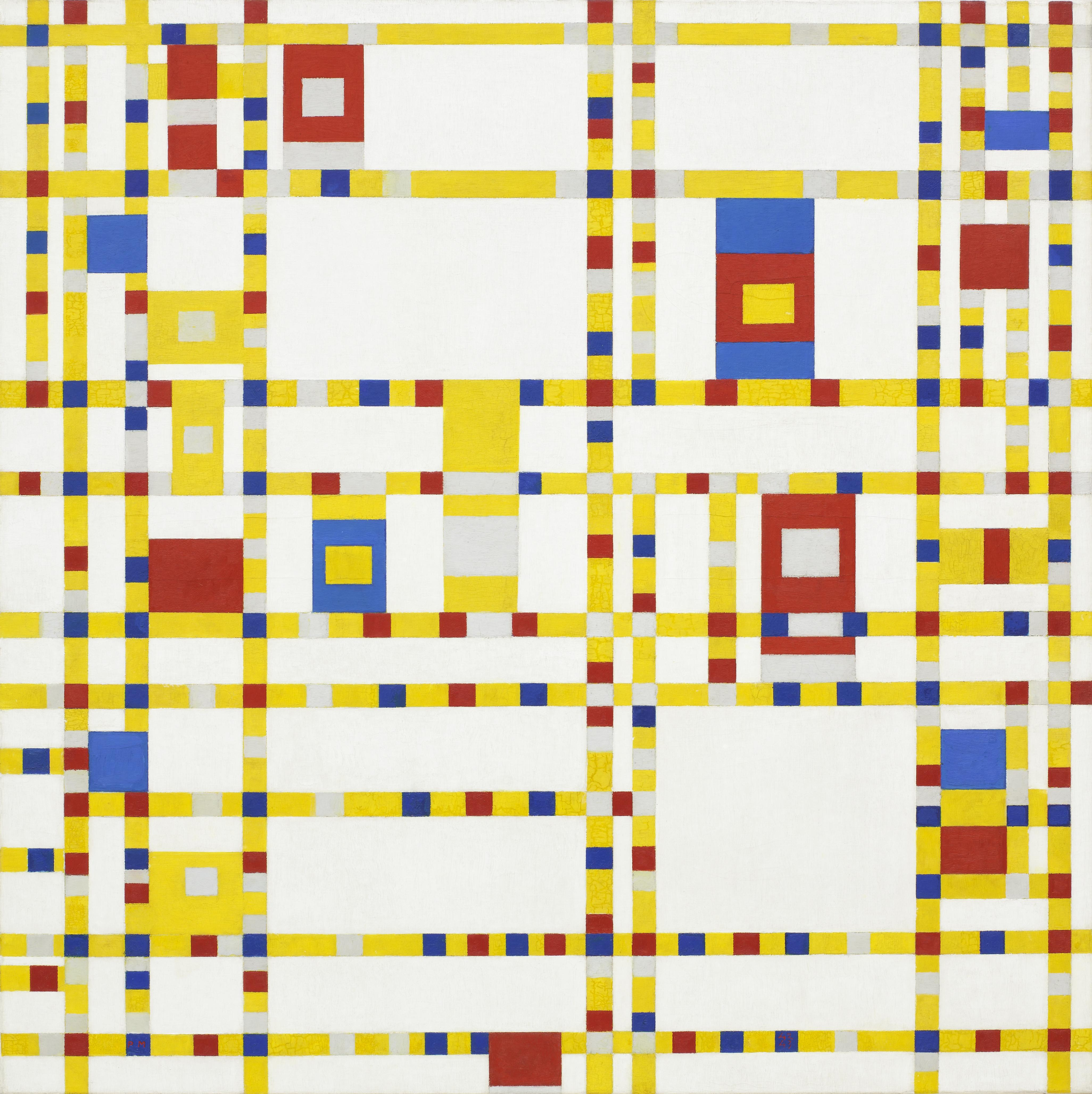
「ブロードウェイ・ブギウギ」、1942-43年、油彩・キャンバス、127 x 127 cm、
ニューヨーク近代美術館

1942年、モンドリアンは生涯初の個展を開いた。1943年には『ブロードウェイ・ブギウギ』がニューヨーク近代美術館に購入されるなど、その作品に対する評価もようやく高まりはじめる。もっともモンドリアン自身はそれまでの自らの作品に満足することなく、目指す絵画を創り上げるために試行錯誤を続けていた。亡くなる少し前に彼は、自分の目標は次々に高くなるので、その実現に悪戦苦闘すると述べている。1944年、風邪をこじらせて肺炎となり、未完の『ヴィクトリー・ブギウギ』を遺してニューヨークで死去した。ブルックリンのサイプレス・ヒルズ墓地に埋葬された。
絵を平面として捉え、額縁を取り除き、何かの描写ではない一つのそれ自体として完成された表現としての絵を追求したモンドリアンの姿勢は、様々な変化を経つつ抽象表現主義やミニマル・アートに受け継がれている。
『デ・ステイル』が創刊されてから100周年を迎えた2017年には、これを記念しこの芸術運動を再評価し未来の創生への契機とすべく、デン・ハーグ、ライデンなどオランダ各地でモンドリアン・カラーで建築物を装飾するなどさまざまなプロモーションが行われた。また同年には、デン・ハーグ市立美術館の企画による’’The Discovery of Mondrian’’ と称しての展覧会が、アムステルダム・パリ・ロンドン・ニューヨークなどの都市を巡回した。

## 作品
自然主義時代 1890 - 1907
- 撃たれたウサギ（オランダ語版） (1891)
- 農場に干された洗濯物 Boerderij met wasgoed aan de lijn (1897)
- 農場の地平に干草の山 Boerderij met hooiberg langs de horizon (1898 - 1899)
- 赤ちゃん Kindje (1900 - 1901)
- 放牧牛（オランダ語版） (1903)
- 月夜の日のガインの風車（オランダ語版） (1903) アムステルダム国立美術館
- ニステローデの小さい農場 Small farm on Nistelrode (1904)
- ガインの風車 Molen aan 't Gein (1905)
- 水辺の風車 Molen aan het water (1905)
- 菊（金の花） Chrysanthemum (1906)
- 縞雲とスタマーの風車 Stammer Mill with Streaked Sky (1906)
- 夏の夜長 Zomernacht (1907)

表現主義時代 1907 - 1911
- 月とガイン/光の中の五本木 Vijf bomen in tegenlicht aan het Gein met maan (1907 - 1908)
- ウーレの森 Bos Oele (1907)
- 日元の風車（オランダ語版） (1908)
- 積み草 Haystacks (1908)
- Alberi (1908)
- Avond/The Red Tree (1908-1910)
- ゼーラントの砂丘 Dune in Zeeland (1910)

キュビスム時代 1911-1917
- 炊飯器と静物Ⅰ（オランダ語版） (1911)
- 炊飯器と静物Ⅱ（オランダ語版） (1912)
- 木 Bomen (1912)

抽象期間1917-1944
- ブロードウェイ・ブギウギ (1942-1943) （ニューヨーク近代美術館）
- 赤・青・黄のコンポジション  (1930) （個人蔵）
- ニューヨークシティ (1942)（パリ・国立近代美術館）

### ギャラリー

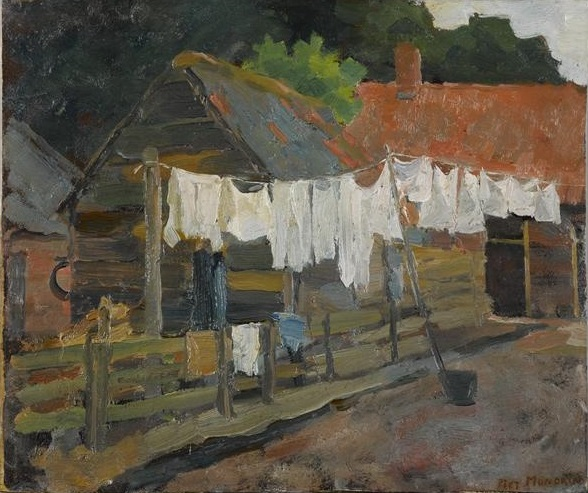
Boerderij met wasgoed aan de lijn、1897頃、ハーグ市立美術館
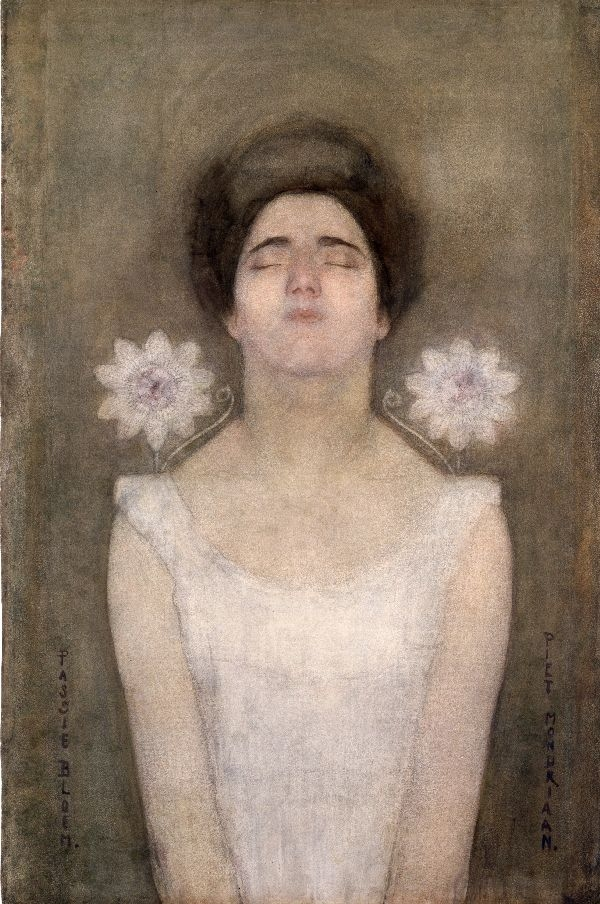
「時計草」、1901-1908頃、ハーグ市立美術館
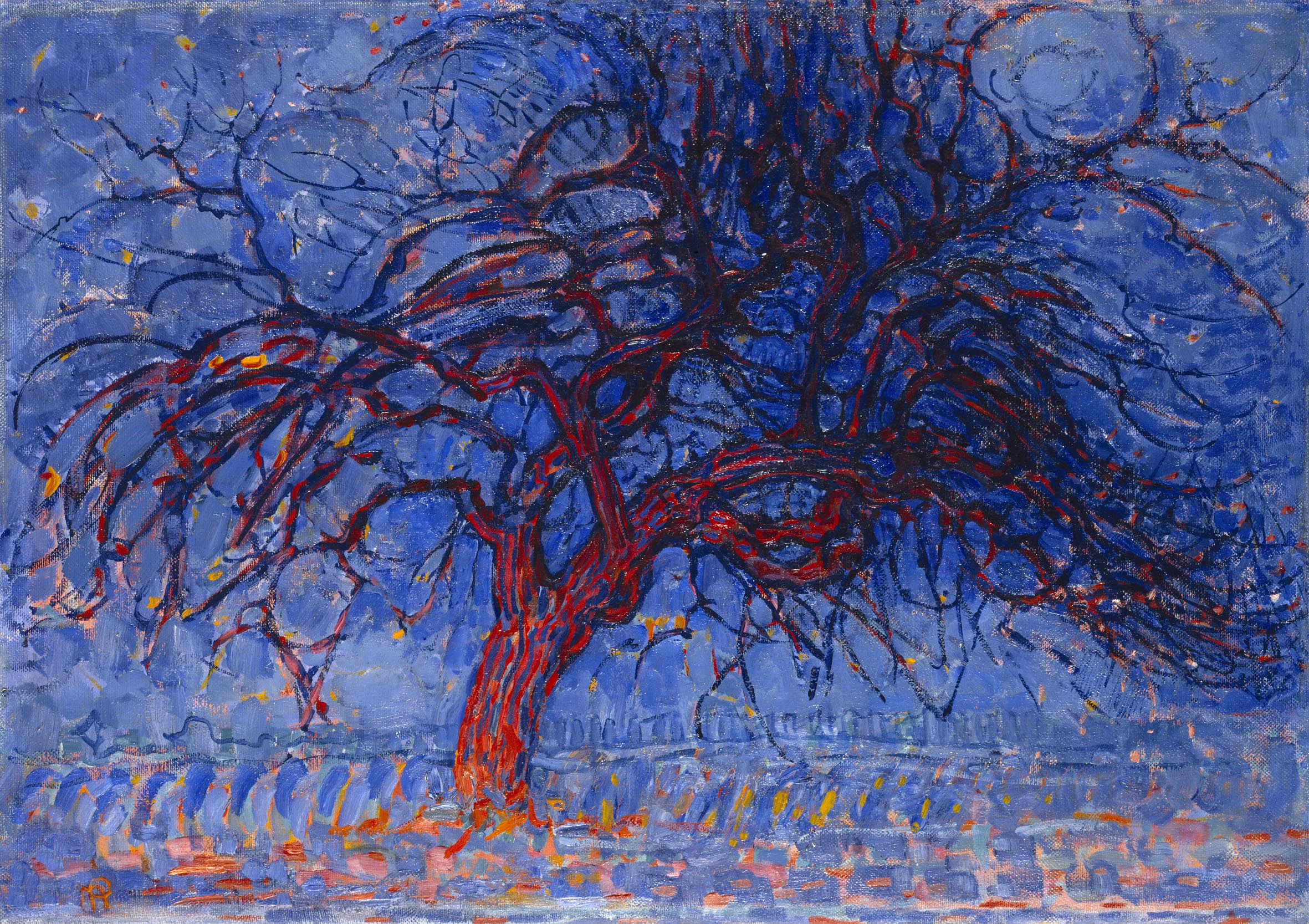
Evening; Red Tree (Avond; De rode boom), 1908–10, 油彩, 70 × 99 cm, ハーグ市立美術館
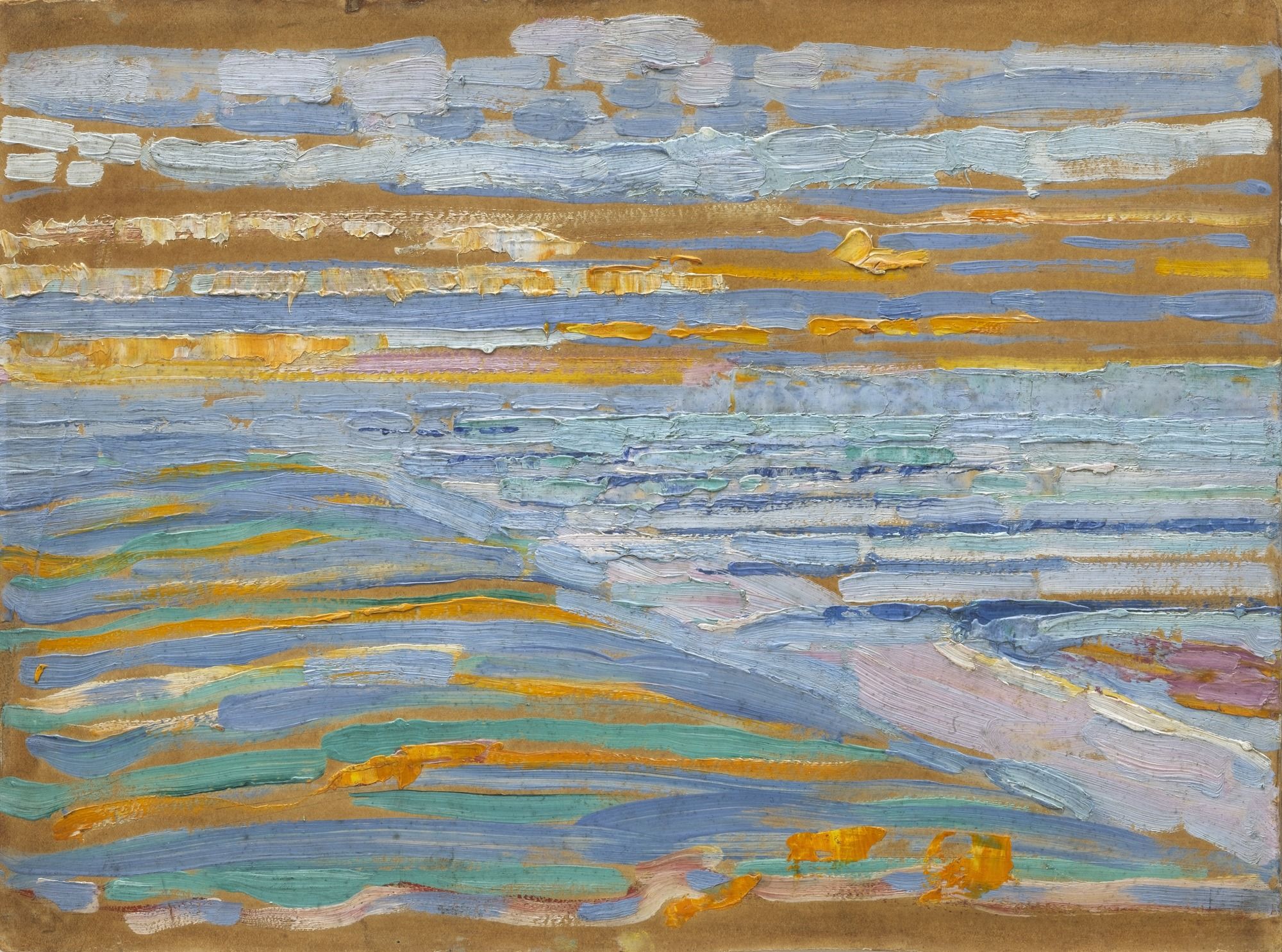
View from the Dunes with Beach and Piers, Domburg, 1909, oil and pencil on cardboard, ニューヨーク近代美術館
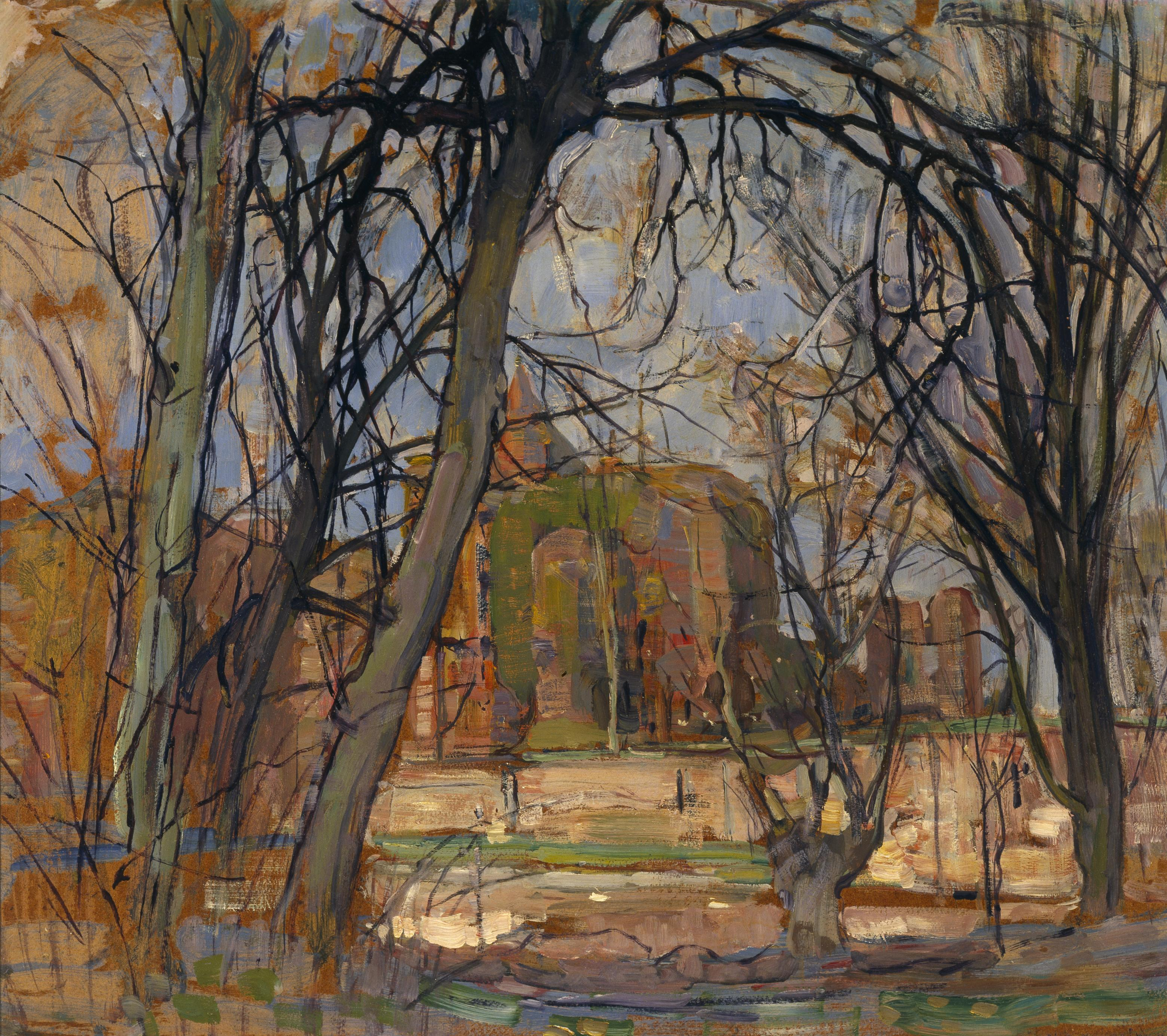
Spring Sun (Lentezon): Castle Ruin: Brederode, c. 1909–1910, 油彩・メゾナイト, 62 × 72 cm, ダラス美術館
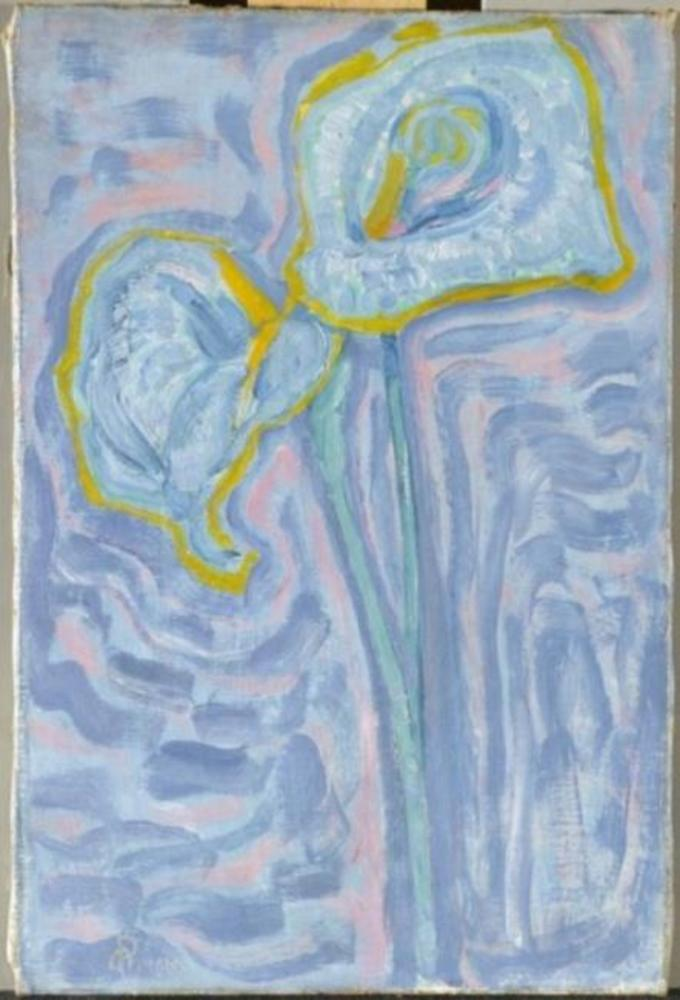
Aäronskelken、1910、ハーグ市立美術館
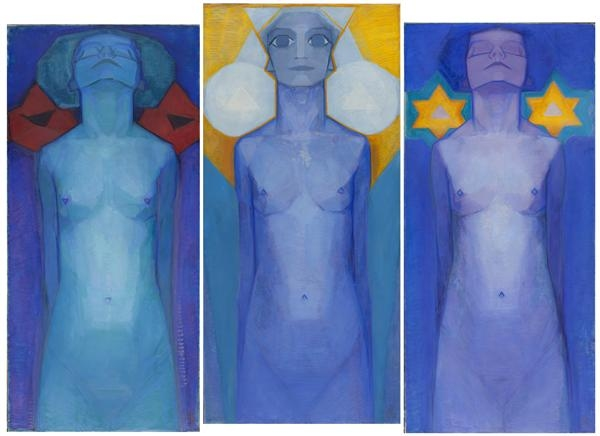
進化、1911、ハーグ市立美術館
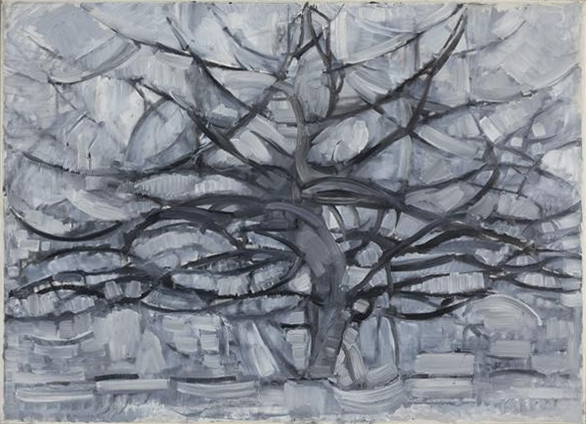
Gray Tree, 1911, an early experimentation with Cubism
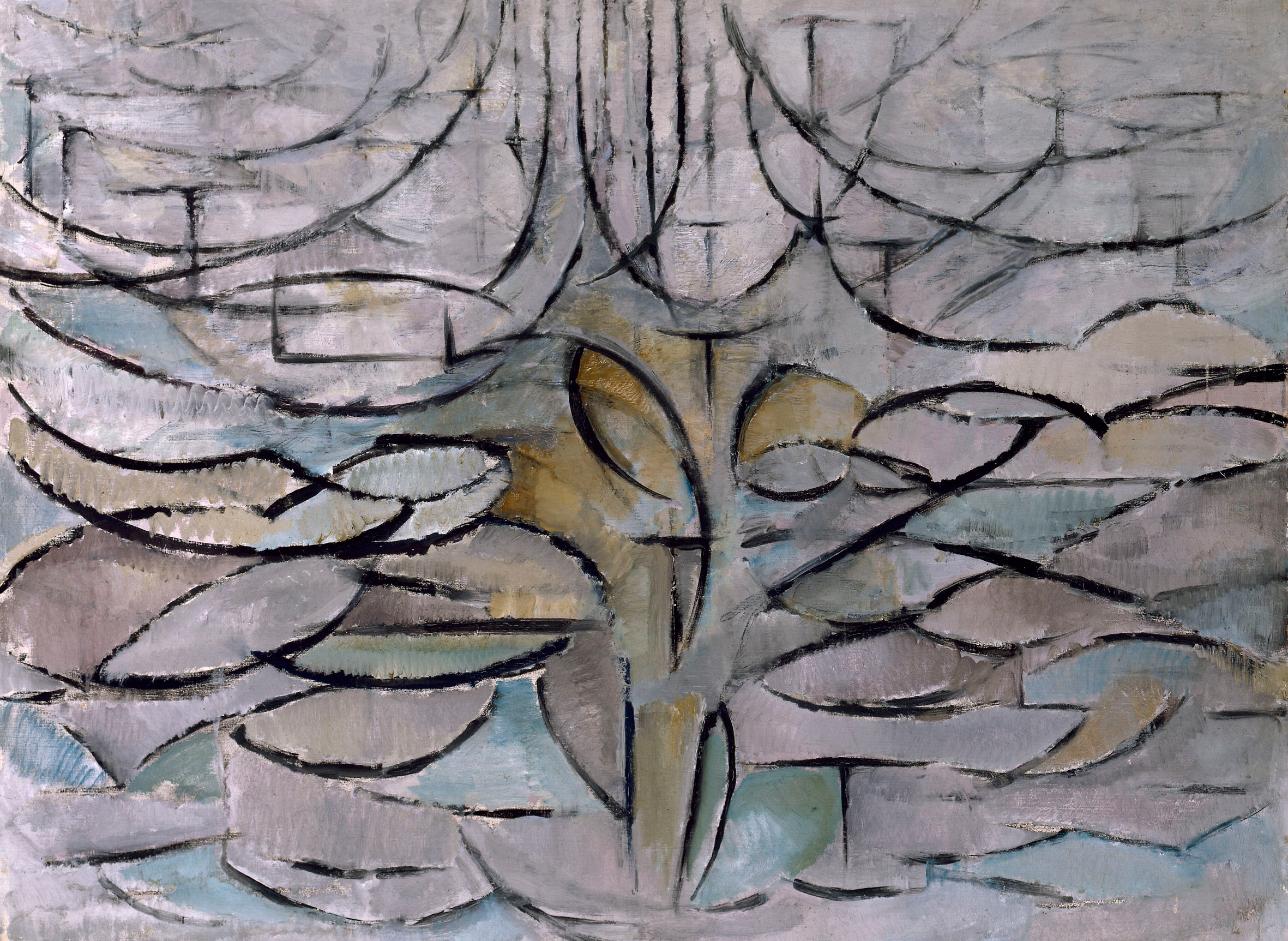
Apple Tree in Bloom、1912、ハーグ市立美術館
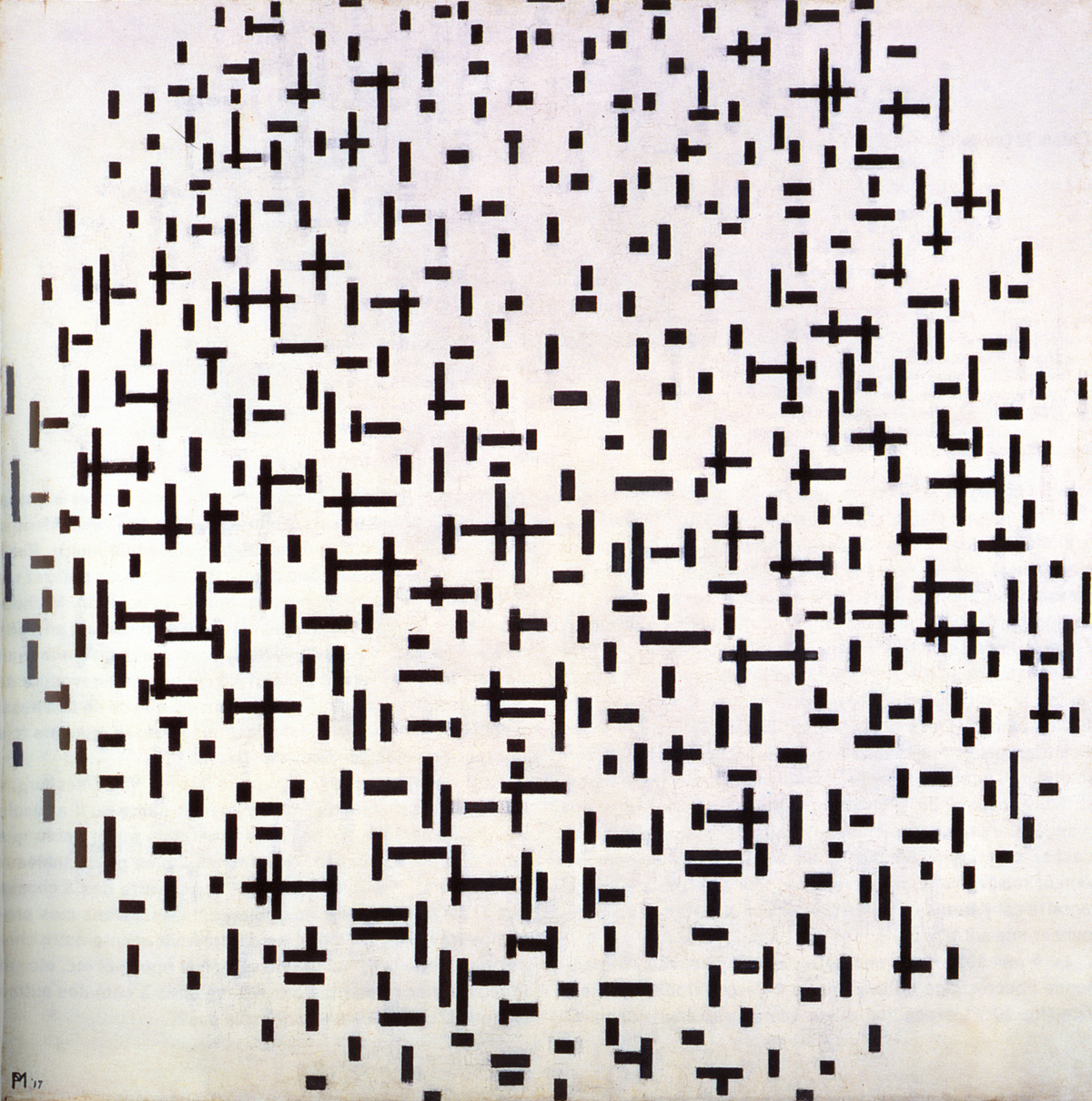
Compositie in lijn、1916-17、クレラー・ミュラー美術館
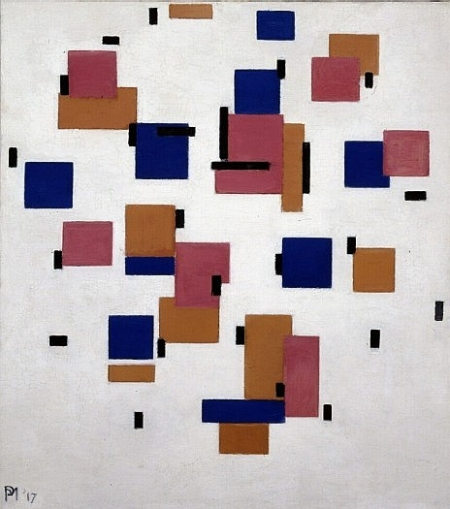
Compositie in kleur B、1917、クレラー・ミュラー美術館
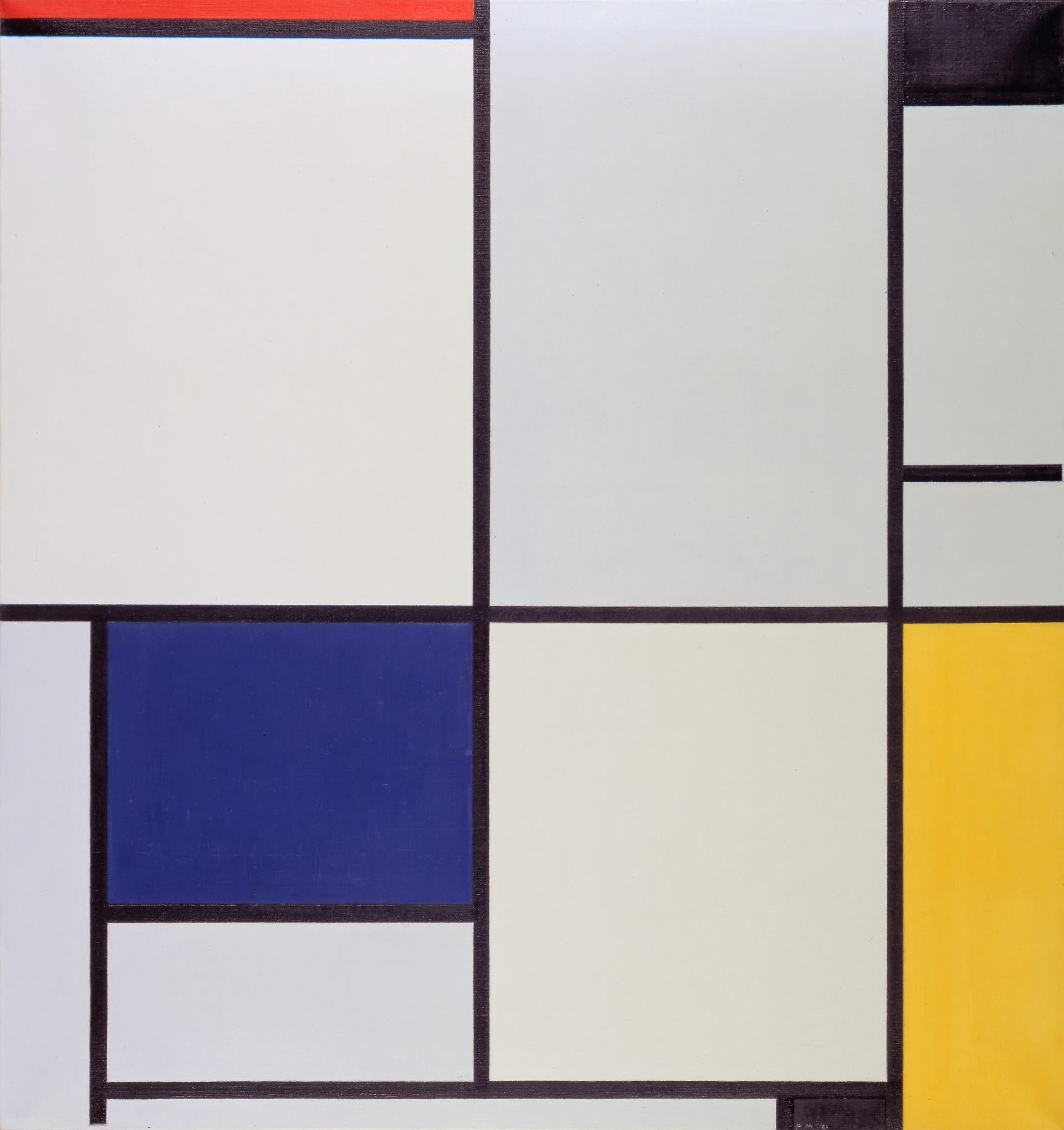
Tableau I, 1921
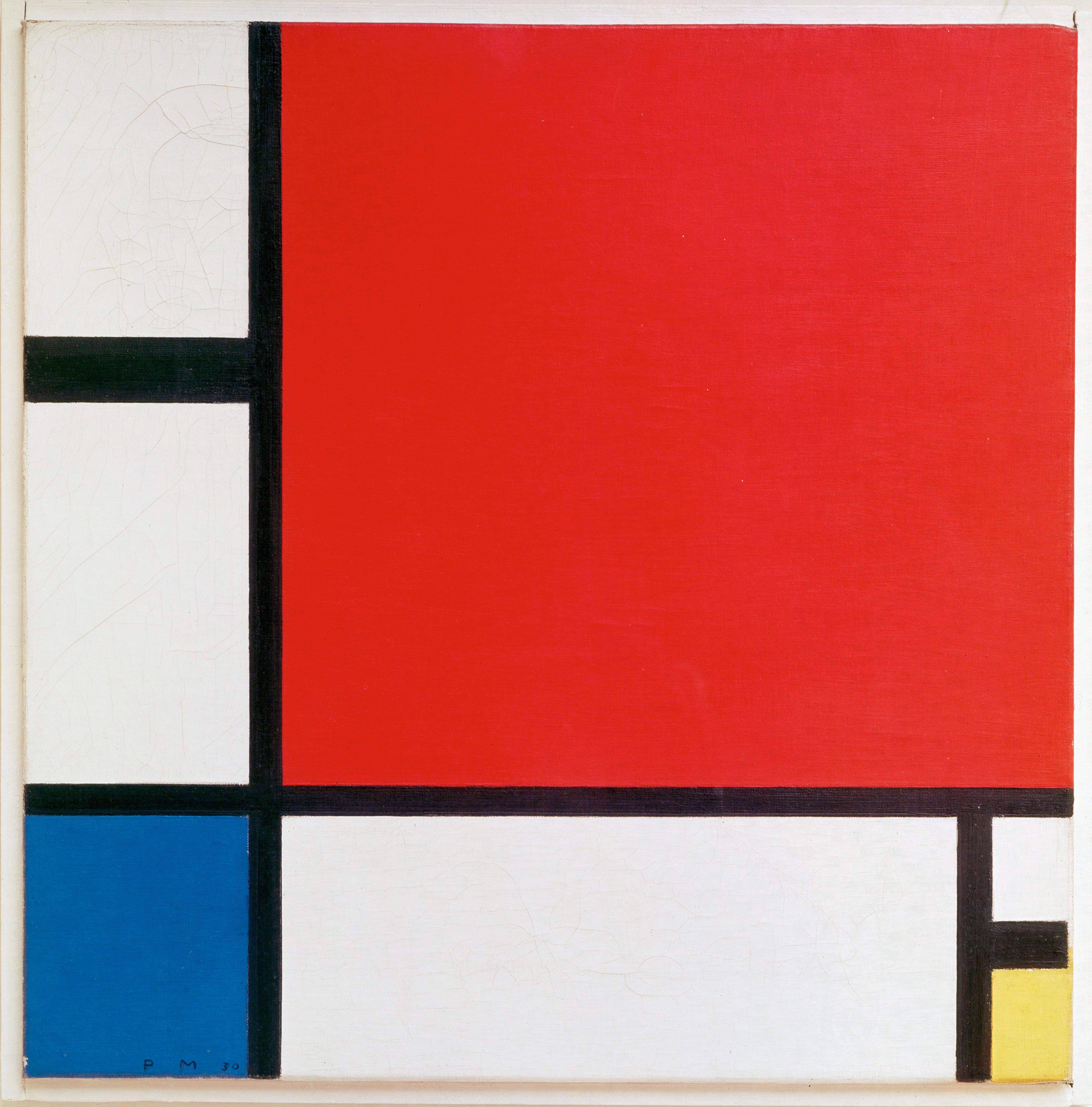
赤・青・黄のコンポジション, 1930
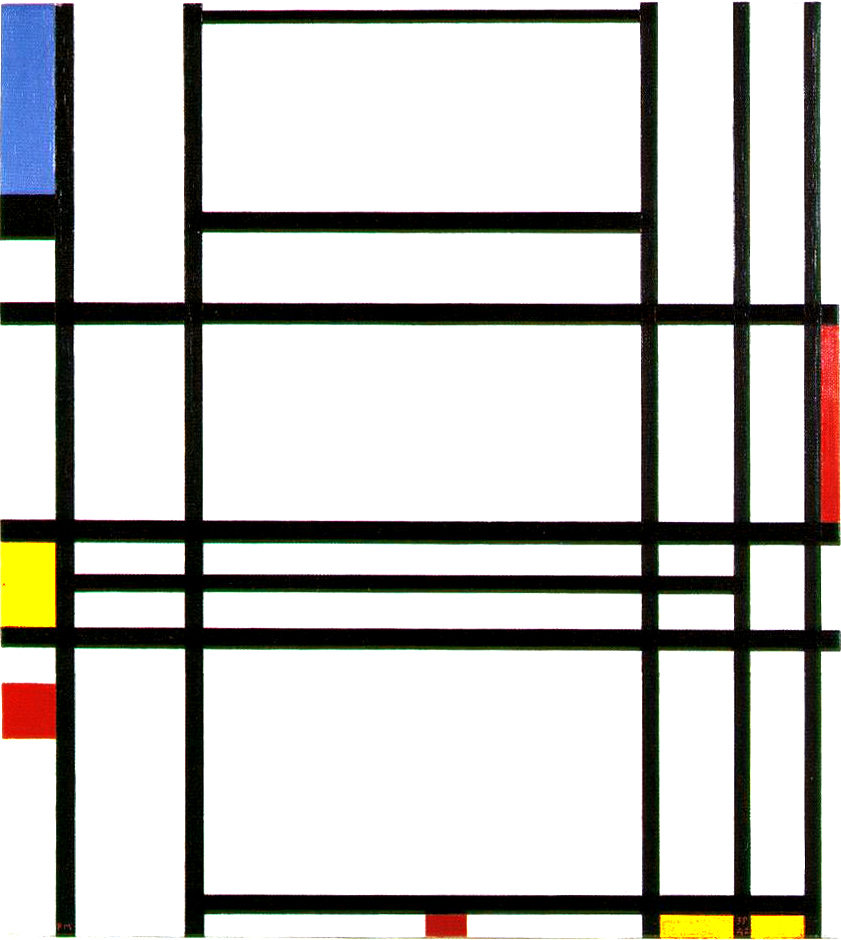
"Composition No. 10" (1939–42), 油彩
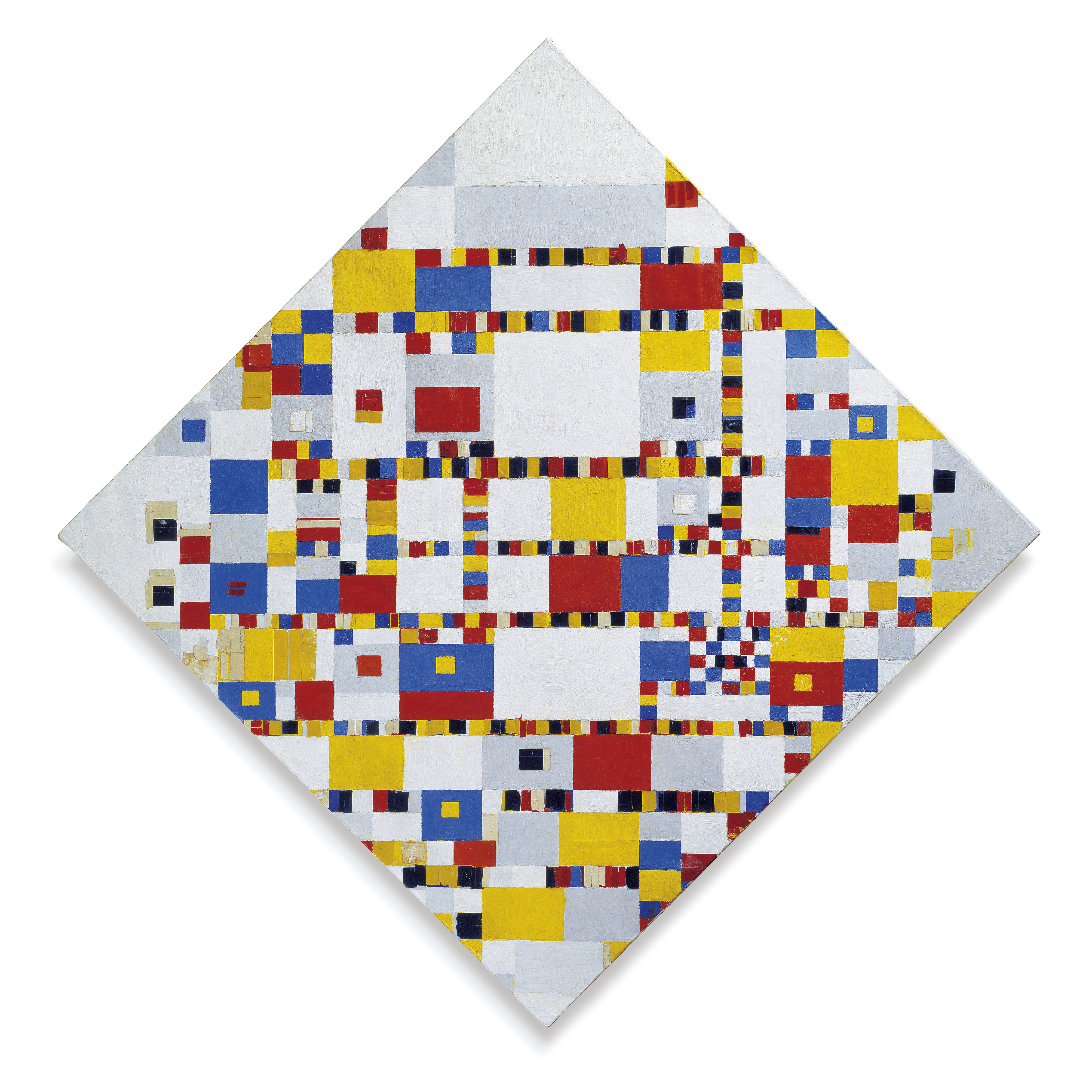
"Victory Boogie Woogie" (1942–44)

## 日本語文献
著書
- 『新しい造形（新造形主義）』 宮島久雄訳＜バウハウス叢書5＞中央公論美術出版、1991年、新装普及版2020年
- 『自然から抽象へ＝モンドリアン論集』 赤根和生編訳、用美社、新装改訂版1987年

画集
- 『モンドリアン　美の20世紀8』 二玄社、2007年
ヴァージニア・ピッツ・レンバート解説、山梨俊夫監訳、小野寺玲子訳
- 『ピート・モンドリアン』 スザンネ・ダイヒャー 解説
　＜ニューベーシック・アート・シリーズ＞タッシェン・ジャパン、新版2005年

## モンドリアンの影響を受けたもの

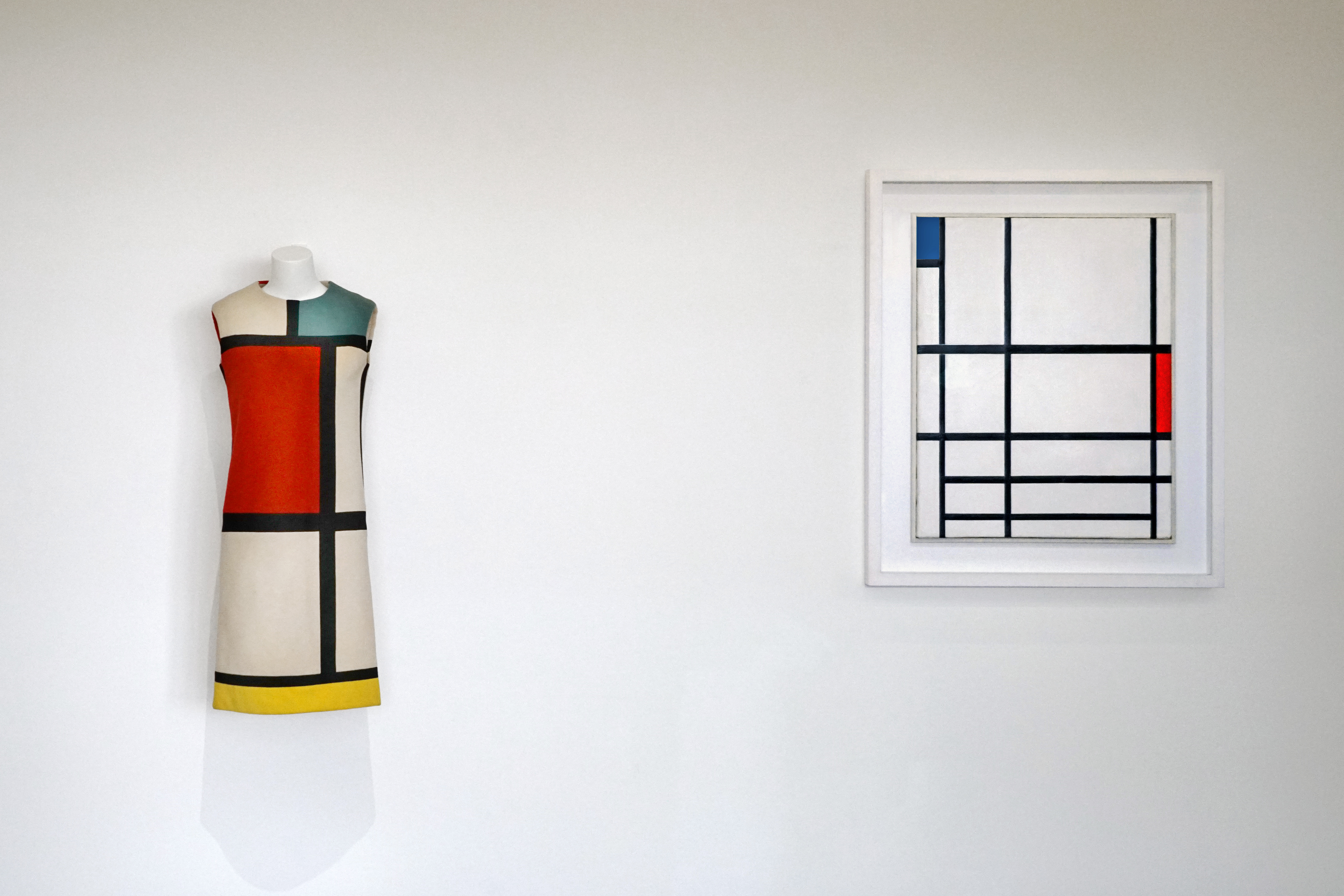
イブ・サン＝ローランのドレス「モンドリアン」とコンポジション

- ワンピースドレス「モンドリアン」 - イヴ・サン＝ローランが「コンポジション」を引用して1965年に発表、代表作として知られる[5]。
- Piet - プログラミング言語。ピート・モンドリアンの抽象絵画に影響を受けて考案された。